# Mer d'Aral
Pour les articles homonymes, voir Aral et Petite mer d'Aral.
La mer d'Aral (en russe, Аральское море, en kazakh, Арал теңізі/Aral teñızı, en ouzbek, Orol dengizi, en karakalpak, Aral Teńizi) est un lac d'eau salée d'Asie centrale situé entre 43° et 47° de latitude nord et entre 58° et 62° de longitude est, occupant la partie basse de la dépression touranienne ou aralo-caspienne au milieu d'espaces désertiques. Elle est partagée entre le Kazakhstan au nord et l'Ouzbékistan au sud. Elle tire son nom du mot kazakh Aral qui signifie « île » en référence aux milliers d'îles qui la couvraient.
Dans les années 1960, la mer d'Aral, encore alimentée par les puissants fleuves Amou-Daria et Syr-Daria, formait la quatrième plus vaste étendue lacustre du monde, avec une superficie de 66 458 km2. En 2000, cette superficie avait été divisée par deux. Cet assèchement, dû au détournement des deux fleuves pour produire du coton en masse, est un des plus importants désastres écologiques du XXe siècle. En août 2005 s'est achevée la construction de la digue de Kokaral qui sépare la petite partie nord de la mer d'Aral au Kazakhstan, la Petite mer d'Aral, du reste de la dépression, la préservant de l'assèchement. Depuis lors, son volume d'eau augmente et sa salinité baisse. Par contre, la grande partie sud — initialement appelée Grande Aral — ne reçoit presque plus d'eau de surface ; en grande partie asséchée, elle est généralement divisée en trois lacs principaux : un profond bassin occidental, parfois relié à un bassin oriental peu profond et souvent à sec, et le petit lac de Barsakelmes.
Six pays se partagent le bassin de la mer d’Aral : Kazakhstan, Ouzbékistan, Tadjikistan, Kirghizistan, Turkménistan et Afghanistan. Alimenté par deux affluents principaux, l’Amou-Daria et le Syr-Daria, le bassin-versant de ce lac d’eau salée est alimenté par le bassin-versant des glaciers, en particulier du massif du Pamir.

## Formation
Dans sa forme actuelle, la mer d'Aral est apparue il y a environ 10 000 ans. Auparavant, à l'époque glaciaire, une période particulièrement sèche, il n'y avait dans cette région que quelques marécages et étangs hypersalés, mis à part, au plus fort des glaciations quaternaires, lorsque les glaces de la mer de Kara bloquaient le cours de l'Ob et forçaient les eaux de la Sibérie occidentale à s'écouler vers la mer Caspienne en passant par le bassin de l'Aral. Cela s'est produit, pour la dernière fois, il y a près de 90 000 ans et la mer d'Aral atteignait une taille de 100 000 km2.
Après la dernière glaciation, la mer d'Aral s'est formée lorsque le Syr-Daria a commencé à remplir une dépression creusée par l'érosion éolienne. Ces eaux, auxquelles sont bientôt venues s'ajouter celles de l'Amou-Daria, n'étaient donc pas encore salées et la faune aquatique provenait d'abord de ces fleuves. Il y a 5000 ans, la mer d'Aral a atteint sa plus grande extension, son niveau atteignait l'altitude de 58-60 m et elle s'étendait jusqu'au lac Sary Kamysh. Ses eaux s'écoulaient alors dans la mer Caspienne par l'intermédiaire de l'Ouzboï, ce qui permit sa colonisation par les poissons venus de la Caspienne. Ce maximum est lié à un climat plus chaud et plus humide ; les fleuves avaient alors un débit trois fois plus élevé qu'au début du XXe siècle et apportaient alors 150 km3 d'eau par an.
Plus tard, le climat est redevenu plus sec et le niveau de la mer a varié en fonction des apports de l'Amou-Daria, qui pouvait soit alimenter la mer d'Aral, soit s'orienter vers le lac Sary Kamysh et l'Ouzboï. Les reconstitutions paléogéographiques laissent penser que ce deuxième cheminement a été préféré entre -1800 et -1200 puis entre +100 et +500 et de 1200 à 1550, faisant pratiquement disparaître la mer d'Aral à ces périodes.

## Géographie

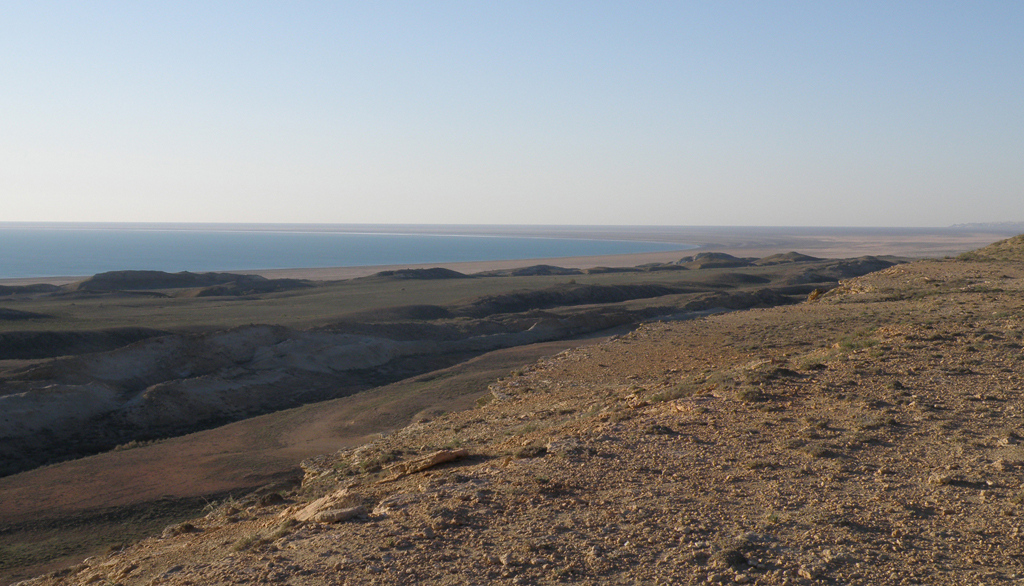
L'extrémité méridionale de la Grande mer d'Aral vue des falaises du plateau d'Oust-Ourt en mai 2012.

La mer d'Aral couvrait, au début des années 1960, une superficie de 66 458 km2 (soit plus de deux fois la superficie de la Belgique), dont 2 345 km2 occupés par des îles. Longue de 428 km, large de 284 km, elle se localisait dans une des parties les plus basses de la dépression touranienne, affaissée depuis la fin de l'ère tertiaire (Pliocène supérieur) par les mouvements alpins ayant affecté l'Asie moyenne. Située à +52 m au-dessus du niveau moyen de la mer, la mer d'Aral est caractéristique de l'endoréisme de cette région du monde. C'était un espace lacustre peu profond (sur plus du tiers de sa superficie, la profondeur ne dépassait pas −10 m). Toutefois, cette profondeur était dissymétrique :, la partie occidentale de la mer d'Aral (en rebord du plateau d'Oust-Ourt) voyait les fonds descendre jusqu'à −68 m alors que moins de 10 % de ces derniers dépassaient les −10 m dans la partie orientale.
Les rives de la mer d'Aral étaient variées, même si elles présentaient un point commun par leur caractère désertique. La rive orientale était caractérisée par son relief sablonneux formé de basses crêtes longitudinales indentées par une série de longues baies étroites parsemées d'îlots. La rive occidentale, au contraire, était marquée par son profil rectiligne dominé par de hautes falaises (se dressant à 190 m pour les plus élevées) battues par les flots. La rive septentrionale correspondait à la limite sud du plateau argilo-sableux de Tourgaï, s'élevant jusqu'à 178 m au-dessus du rivage et découpé de profondes baies. Entre ses diverses parties, au nord-est et au sud, les vastes deltas du Syr-Daria et de l'Amou-Daria prenaient l'aspect de grands espaces plans, changeant rapidement grâce au déversement abondant de leurs eaux limoneuses.

## Hydrologie

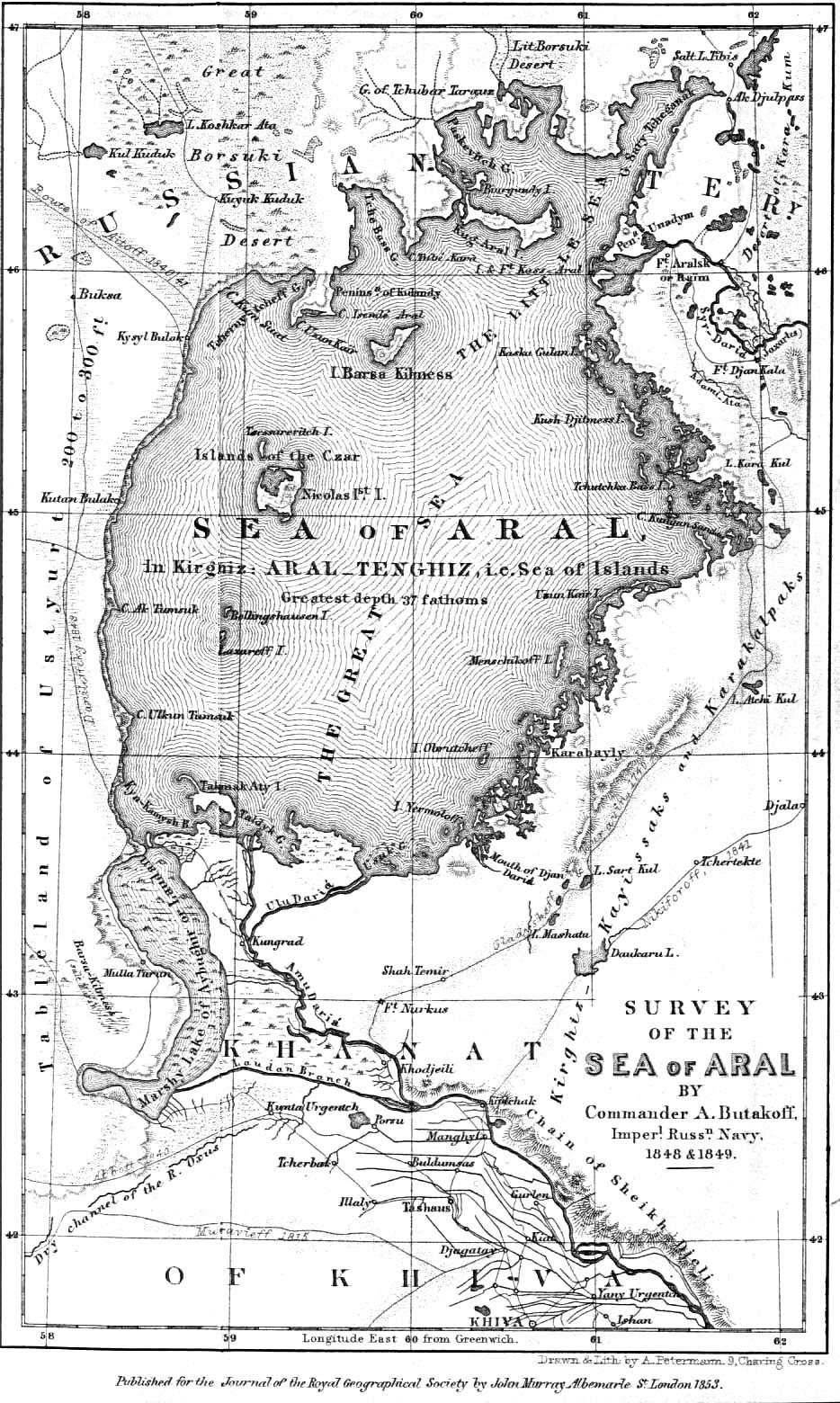
Carte de la mer d'Aral en 1853.

Les eaux de la mer d'Aral se caractérisaient par une grande limpidité et un bleu intense. Leur taux de salinité était assez bas (10 à 11 ‰ en moyenne, 14 ‰ au sud-est). Leur température suivait le rythme des saisons en raison de la faible profondeur. L'été, elles pouvaient atteindre 26 °C à 27 °C en surface (mais seulement 1 °C à 3 °C dans les fonds de la côte occidentale). L'hiver, les températures étant négatives, la mer était entièrement prise par les glaces, parfois jusqu'au début du mois de mai. Les précipitations sont faibles dans cette région au climat aride (entre 130 et 140 mm/an en moyenne) et l'évaporation y est très forte (autour de 1 000 mm/an) mais l'apport des deux grands fleuves tributaires permettait à la mer d'équilibrer son bilan hydrologique.
La surface de la mer d'Aral était soumise à des oscillations de plus ou moins grande amplitude. Une variation quotidienne était provoquée par le phénomène des seiches à longue période et pouvait atteindre des amplitudes de 20 cm à 1 m relevées à la station « Mer d'Aral » située au nord-est de l'étendue lacustre. Toutefois, de violentes tempêtes pouvaient provoquer des oscillations bien supérieures (en 1902 fut relevée une montée des eaux de 2,1 m). Il faut également noter la présence épisodique d'un courant circulaire provoqué par la conjugaison du vent et de l'arrivée des eaux de l'Amou-Daria et du Syr-Daria.
Le niveau des eaux a beaucoup varié au cours de l'histoire. Avant le XVIe siècle, la mer d'Aral a vu son niveau baisser car l'Amou-Daria, son principal fleuve tributaire, empruntant le cours de l'Ouzboï, ancien cours d'eau aujourd'hui à sec, allait déverser la majeure partie de ses eaux dans la mer Caspienne. Après 1600, les eaux de l'Amou-Daria, détourné par les khans de Khiva car le fleuve charriait des sables aurifères, rejoignirent la mer d'Aral et en élevèrent le niveau. Une nouvelle baisse fut enregistrée entre 1850 et 1880 mais les eaux remontèrent de 3 m entre cette dernière date et 1960.

## Hydrographie
Le bassin hydrographique de la mer d'Aral, correspondant essentiellement aux bassins de ses deux grands fleuves tributaires, l'Amou-Daria et le Syr-Daria, couvre une superficie de 1 549 000 km2 (549 000 km2 de terres cultivables dont 78 956 sont irriguées). Ce vaste territoire, situé entre les longitudes 56° et 78° est, et les latitudes 33° et 52° nord, coïncide géographiquement avec presque toute la zone de l'Asie centrale et comprend la totalité du territoire de l'Ouzbékistan, du Tadjikistan, la majeure partie du Turkménistan, trois provinces du Kirghizistan (Och, Djalal-Abad, Naryn), deux régions ou oblys méridionales du Kazakhstan (Kyzylorda, Kazakhstan-Méridional), quelques contrées septentrionales de l'Iran et de l'Afghanistan.

## Assèchement

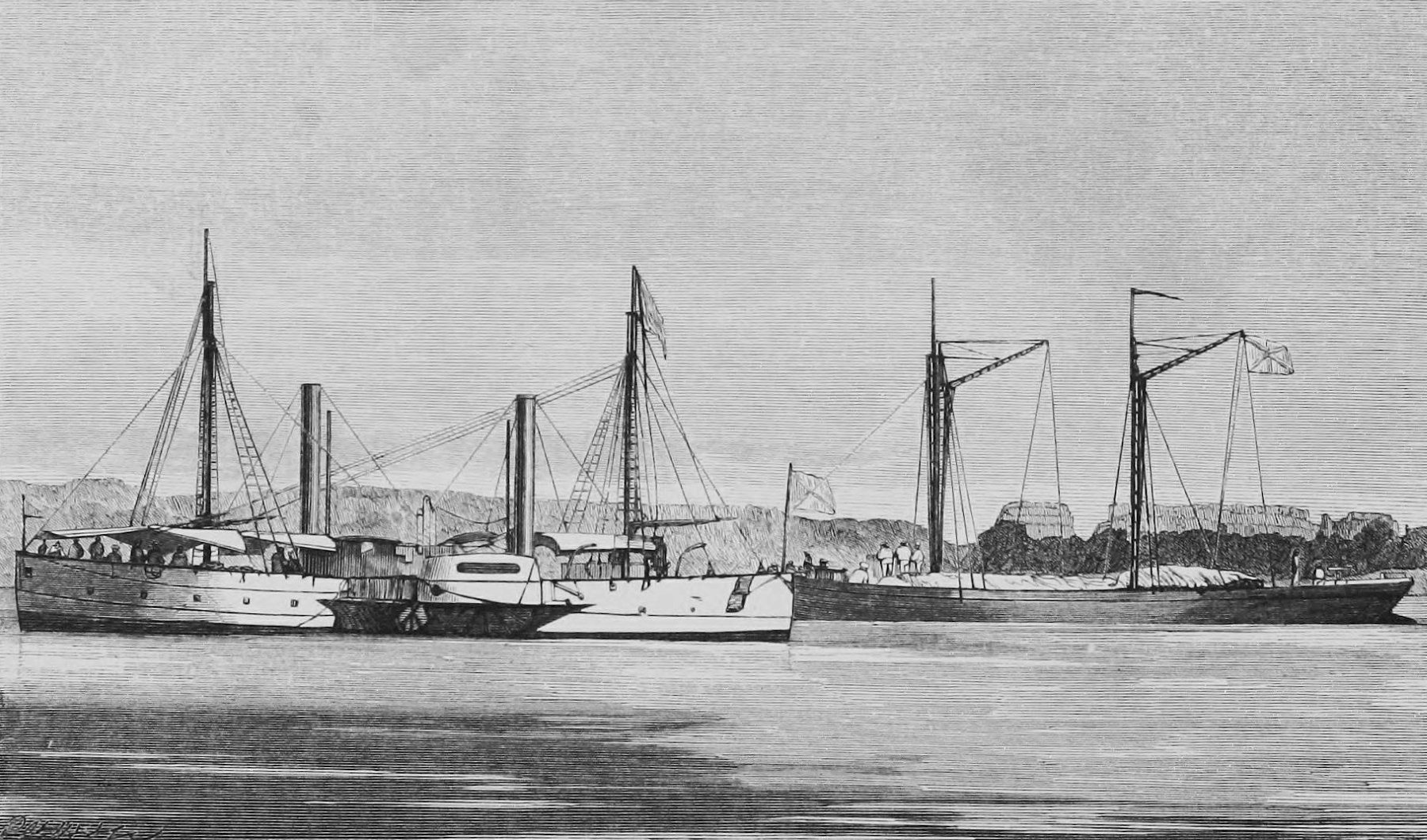
Navires de la marine impériale russe vers 1850.

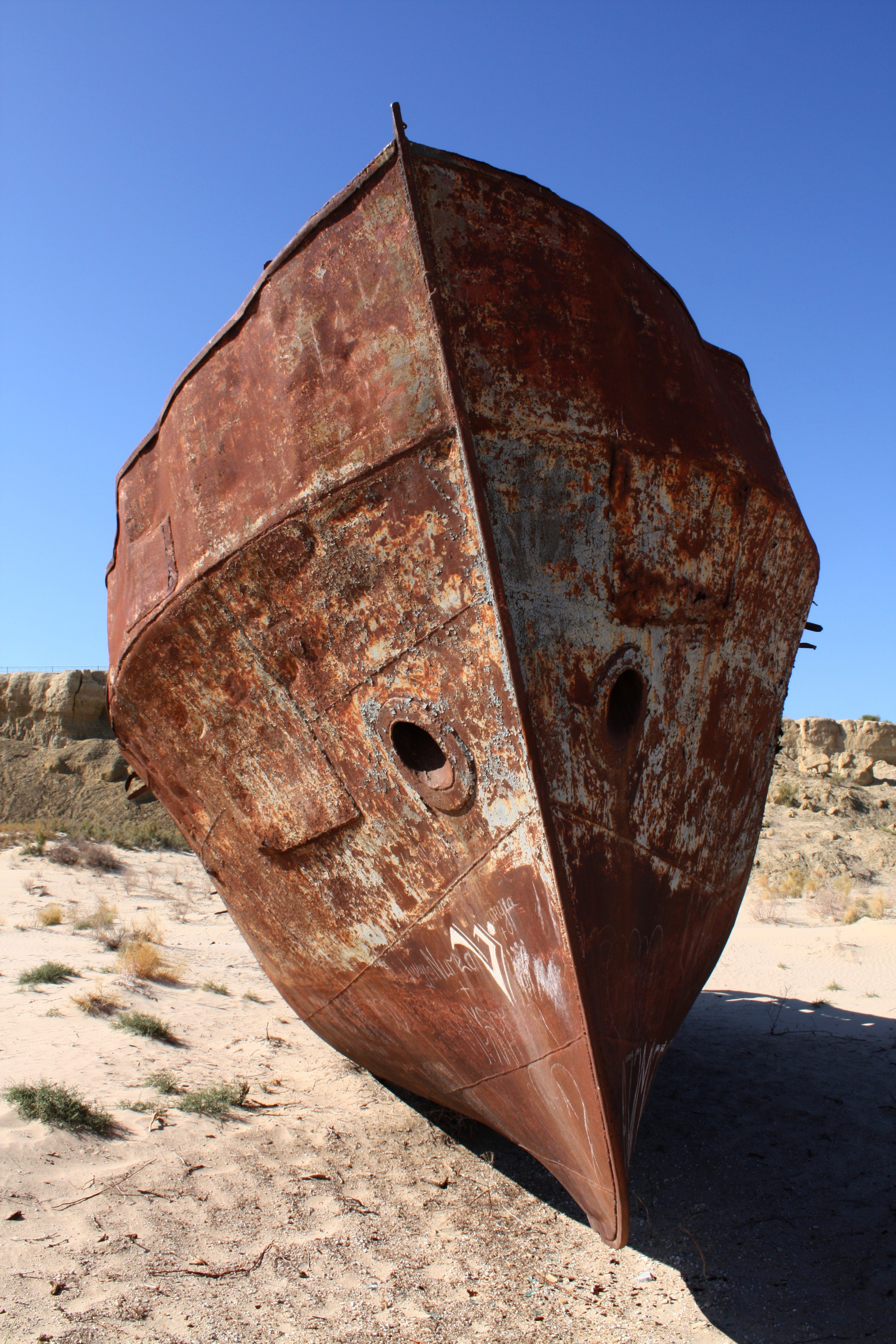
Vestiges d'une coque de bateau abandonné dans la zone asséchée de la mer d'Aral.

Dès 1918, les autorités de la République socialiste fédérative soviétique de Russie prirent la décision catastrophique de procéder au détournement de ses principaux affluents « afin d’irriguer des zones désertiques de l’Ouzbékistan pour y implanter des rizières et des champs de cultures de coton. » Au début des années 1960, les économistes soviétiques décidèrent d’intensifier la culture du coton en Ouzbékistan et au Kazakhstan. Les fleuves Amou-Daria et Syr-Daria furent privés d'une partie de leurs eaux pour irriguer les cultures par plusieurs canaux dont celui de Karakoum. Ainsi, dès 1960, entre 20 et 60 km3 d'eau douce étaient détournés chaque année. Le manque d'apport en eau assécha alors peu à peu la mer d'Aral dont le niveau baissait de 20 à 60 cm par an. Depuis 1971, une partie des eaux de l'Amou-Daria est orientée vers le Darjalyk, un ancien bras du fleuve menant vers le bassin du Sary Kamysh, un lac asséché qui a été ainsi reconstitué, et plus récemment vers le lac de l'Âge d'Or.

Évolution de l'assèchement progressif de la mer d'Aral.

Depuis 1960, la mer d'Aral a perdu 14 mètres de profondeur, 75 % de sa surface, et 90 % de son volume, ce qui a augmenté sa salinité et entraîné la disparition de la plupart des espèces endémiques. Le nombre d'espèces de poissons est passé de 32 à 6. Des épaves de bateau sont échouées sur l'ancien fond marin.
En 1989, la Petite mer au nord s'est séparée de la Grande mer au sud. L'évolution a d'abord laissé présager la disparition totale de la seconde à l'horizon 2025, avant que des travaux d'aménagement ne soient opérés. En 2007, on a constaté que le niveau de la Petite mer d'Aral était remonté spectaculairement, plus vite que ne l'espéraient les experts chargés du dossier, et la pêche a repris depuis 2006.
Peter Zavialov décèlerait un lien entre l'élèvement de la mer Caspienne et l’abaissement de la mer d’Aral. L'académicien russe Chilo estime que ce sont les fonds des mers (Caspienne et Aral) qui seraient très friables... et l'historien Bunyatov démontre que ce lac aurait déjà agonisé quatre fois au cours des siècles. Allant dans ce sens, des analyses contradictoires sur la mort programmée pour 2025 de la mer d’Aral ont été publiées récemment.

### Conséquences biologiques et biomédicales
Les 28 espèces endémiques de la mer d’Aral ont disparu. Seule subsiste une espèce de raie importée et sélectionnée pour survivre à de tels taux de salinité. Sa survie à long terme n’est pas assurée, même dans la Petite mer. Les pesticides qui étaient jadis charriés par les deux fleuves tributaires de la mer et se sont déposés au fond du bassin de l’Aral, ainsi que le sel qu'ont laissé les eaux se retirant, se sont retrouvés, au fur et à mesure que l’évaporation progressait, à l’air libre en raison des vents violents. Ils ont provoqué une forte hausse du taux de mortalité infantile (parmi les plus élevés du monde aujourd'hui), une augmentation du nombre des cancers et des cas d’anémies, ainsi que l'apparition d'autres maladies respiratoires, directement reliés à l’exposition à des produits chimiques, phénomènes confirmés par des études de l’Organisation mondiale de la santé.

## Tentatives de sauvetage
Pour empêcher cet assèchement total, de multiples projets ont été évoqués :
- détournement des fleuves Volga, Ob, et Irtych, ce qui redonnerait à la mer sa taille originale en vingt à trente ans pour un coût de 30 à 50 milliards de dollars[24] ; en 2011, des projets en ce sens étaient en cours d'élaboration[25] ;
- creusement d'un canal depuis la mer Caspienne avec station de pompage ;
- amélioration des canaux d'irrigation ;
- demande aux agriculteurs de moins gaspiller l'eau des rivières ;
- remplacement du coton par des espèces moins gourmandes en eau ;
- changement économique en favorisant l'économie non plus basée sur l'agriculture dans les pays en amont.

### Barrage en béton de Kokaral
La construction du barrage de Kokaral, au sud de l’embouchure du fleuve Syr-Daria, fut un premier succès. En effet, ce barrage permit de barrer le détroit entre la Petite mer (Maloïé), ancienne mer bordière de la mer d´Aral au nord avant son assèchement, et la Grande mer (Bolchoïé), ce qui reste de la Grande mer au sud.
Avant la construction du barrage de Kokaral, le maire de la ville d'Aralsk, Alachibaï Baïmirzaev avait décidé en 1995 de faire construire une digue de 22 kilomètres de long constituée de sable et de roseaux. Achevée en 1996, elle permit d'éviter immédiatement que les eaux du fleuve Syr-Daria ne se perdent dans le delta entre la Petite et la Grande mer d'Aral, remontant le niveau de la Petite mer, en augmentant le volume, et faisant avancer les rives de la mer de plusieurs kilomètres sur la terre. Aussitôt; la vie renaquit autour de la mer : des roseaux, des renards, des rongeurs, des oiseaux, ainsi que quelques espèces de poissons commencèrent à repeupler le bassin de la Petite mer. Malheureusement, une tempête violente détruisit en 1999 cette digue fragile et une partie de ce qui avait été gagné en volume et en superficie fut à nouveau perdu.
« La Banque mondiale et le gouvernement du Kazakhstan ont investi l'équivalent d'une centaine de millions de dollars pour construire la digue de Kokaral, long de 13 kilomètres. C'est ce qui a créé ce qu'on appelle la « Petite mer d'Aral ».».
La Banque mondiale décida en 2003 de financer la construction de la digue en béton de Kokaral, ainsi qu’une série de digues secondaires, en vue d’éliminer l’excès de sel par des déversoirs et de faire remonter le niveau de l’eau. Ce projet controversé, dont les travaux ont débuté en 2003, a permis à la Petite mer de regagner environ 500 km² de superficie, mais il empêche aussi la Grande mer de limiter trop vite son assèchement, même si une vanne située au-dessus du barrage prévoit de déverser le surplus en eau dans la Grande mer d´Aral, située pour une part importante en Ouzbékistan. Ce barrage permettant à la vie de revenir dans la Petite mer est une pomme de discorde entre le Kazakhstan, qui en est le bénéficiaire, et l'Ouzbékistan, qui pourtant, avec le Turkménistan, détourne la quasi-totalité des eaux de l'Amou-Daria et détruit ainsi toute vie dans la Grande mer.
Le président Noursoultan Nazarbaïev fit apparaître un semblant d´espoir de renaissance de la mer d´Aral au Kazakhstan car il avait pour projet de rehausser le niveau de la Petite mer grâce à la construction du barrage de Kokaral, permettant ainsi à l'industrie de la pêche de retrouver son ancien niveau et à la ville d'Aralsk de redevenir un port plus ou moins important. Ce projet estimé à 120 millions de dollars (98 millions d'euros) était financé principalement par les revenus du pétrole du Kazakhstan, et prévoyait également le creusement d’un canal de jonction entre les deux bassins et la construction de nouvelles structures pour exploiter l’énergie hydroélectrique. Cette digue en béton, dont les travaux ont fini en 2005, est construite dans la partie nord de l'ancienne mer d'Aral, à l'est de l'île de Kokaral, et mesure 13 km de long pour 10 m de haut, à une altitude de + 42 m.
Selon le site internet Structurae.info, le barrage a remonté le niveau de la Petite Aral d´au moins 12 mètres, passant de moins de + 30 mètres en 2005 à + 42 mètres en 2009. Alors que les spécialistes de la Banque mondiale avaient prévu que l’eau ne remonterait pas avant trois ans – d’autres hydrologues pensaient même que la mer d’Aral serait irrémédiablement perdue – la Petite mer a déjà regagné 30 % de sa superficie, ce qui représente plus de 10 milliards de mètres cubes d’eau. Cependant, d´après certains responsables kazakhs, il vaudrait mieux ne pas se réjouir trop tôt, car une solution définitive n´a pas encore été apportée.

### Plantations de saxaoul

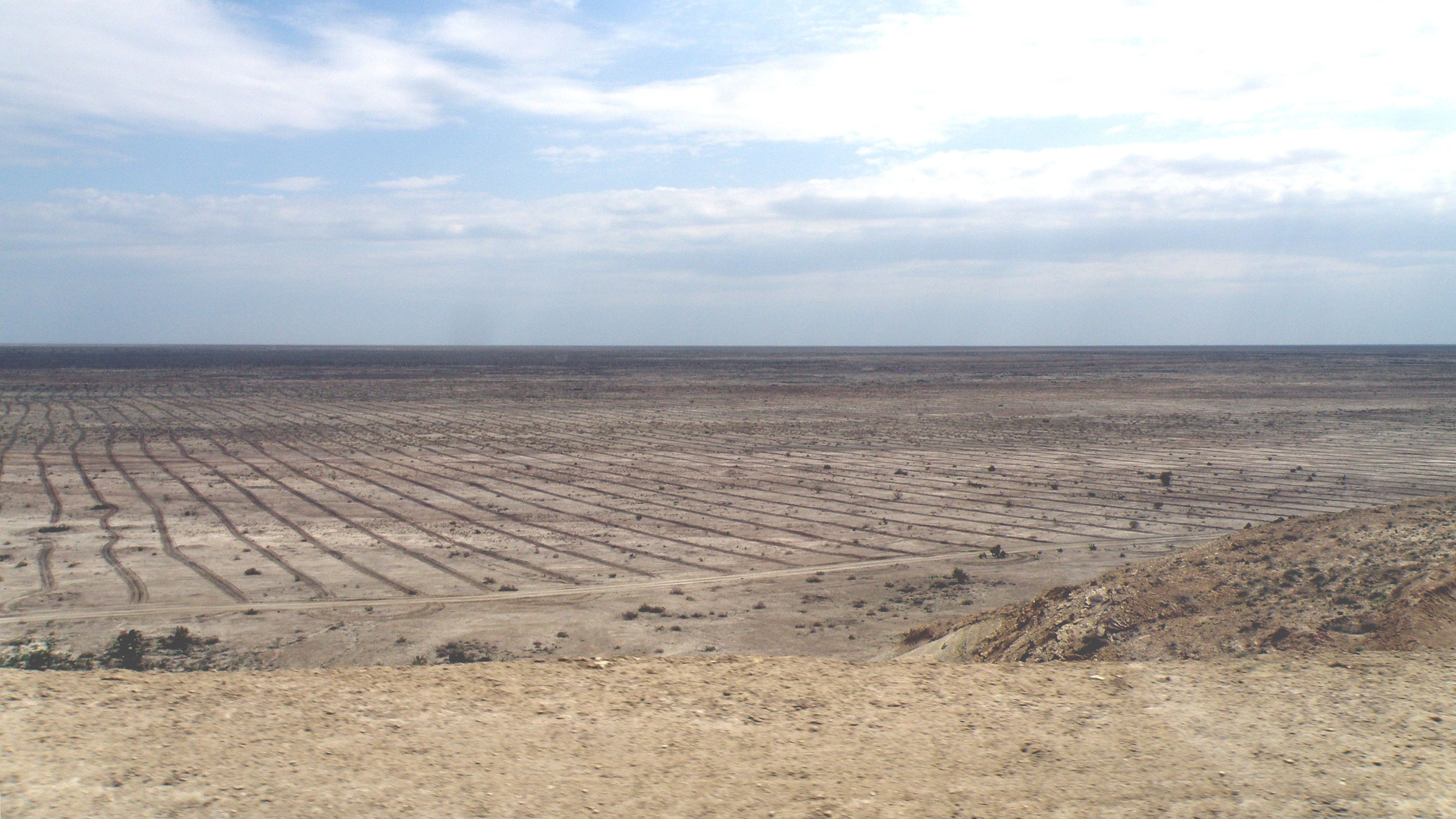
Jeunes plantations de saxaoul (avril 2012) sur l'ancien fond de la mer d'Aral – au sud de la Grande mer d'Aral en Ouzbékistan.

L’Ouzbékistan a planté 27 000 hectares de saxaoul (arbuste), qui produisent 167 000 tonnes d’oxygène en absorbant 230 000 tonnes de CO2, ce qui est équivalent à 4 minutes de la production mondiale de CO2. Commencé dans les années 1980, ce programme n’a pu reprendre qu’en 2008, faute de financement. Ces plantes ne sont pas seulement une aide contre l’érosion, elles jouent également un autre rôle essentiel : selon le professeur Zinovi Novitsk, elles permettent de réduire l’effet de serre. Mais parallèlement à ce type de projet, l’Ouzbékistan reste le 2e exportateur mondial de coton en 2011 – 2 millions d’hectares de cette plante y sont encore cultivés – ; or l’irrigation reste incontrôlée puisque le coton est une culture qui demande beaucoup d’eau, accentuant ainsi les phénomènes naturels d’assèchement.
L'Union européenne participe aux plantations d'arbres.

### Avenir possible
Le Turkménistan préfère utiliser les eaux de l'Amou-Daria pour l'irrigation, ainsi que le remplissage du lac de l'âge d'or (ou lac de Karakum) et du lac Sary Kamysh, deux lacs plus petits et en pleine expansion qui d'une certaine manière tendraient à remplacer la Grande Aral, plus difficile à alimenter parce qu'elle est plus grande et que les eaux s'infiltrent et se perdent dans les sables du désert.
L’Ouzbékistan préfère toujours utiliser les eaux de l'Amou-Daria pour l'irrigation, ainsi son débit à l'entrée de ce qui reste de la mer, est très faible, voire nul.
La grande mer d'Aral, qui fournissait autrefois des dizaines de milliers de tonnes de poissons par an, a très peu de chances de revoir le jour à cause de questions de salinité et de la pollution aiguë par les pesticides et parce que le détournement de rivières sibériennes n'est plus d'actualité. Par contre, la petite mer d'Aral pourrait se renaturer (si les gouvernements du Kazakhstan et de l'Ouzbékistan agissent de concert et durablement). Cette zone a résisté à l'assèchement et le rehaussement du barrage de Kokaral ainsi que la construction de nouvelles digues pourrait porter le niveau de cette petite mer à 50 mètres (projet de 86 millions de dollars financé par la Banque mondiale).
En 2018, la navigation et même la pêche ont déjà repris au port d'Aralsk. Les experts préviennent cependant que la surpêche pourrait défaire ce début de restauration. Un collecteur, pour éviter l'évaporation et les pertes dans le sable, pourrait amener l'eau provenant du barrage de Kokaral vers le bassin ouest de la mer d'Aral, endroit le plus profond et qui pourrait aussi être sauvé.
En 2024, le Kazakhstan a lancé avec l'USAID le projet « Oasis » visant à restaurer l’environnement de l’ancienne mer d’Aral via la plantation de saxaouls — un arbuste typique de l’Asie centrale — pour stabiliser le paysage désertique et prévenir les tempêtes de sable.

## Fabrication d'armes biologiques

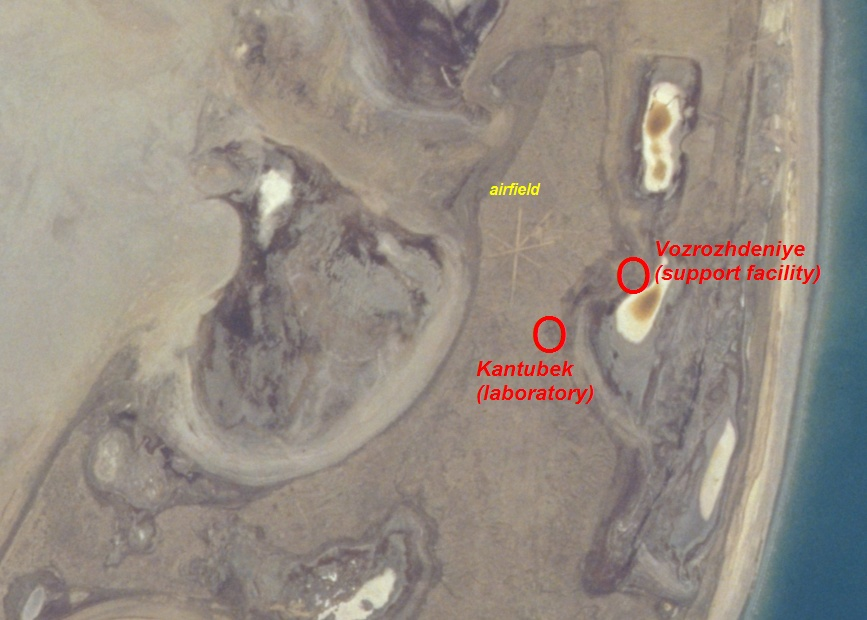
Ville abandonnée de Kantoubek, lieu de stockage de bacille du charbon en 1988.

En 1948, un laboratoire d'armes biologiques top-secret est établi sur l'île de Vozrojdénia située au centre de la mer d'Aral qui est maintenant disputée entre le Kazakhstan et l'Ouzbékistan. L'histoire exacte, les fonctions et le statut actuel de ce centre ne sont pas encore divulgués. La base est abandonnée à la suite de la désintégration de l'URSS. Des expéditions scientifiques ont démontré que cela a constitué un site de production, d'essai et, plus tard, de fabrication d'armes pathogènes. En 2002, à travers un projet organisé par les États-Unis et avec l'assistance de l'Ouzbékistan, dix sites d'enfouissement d'anthrax sont décontaminés. D'après le Kazakh Scientific Center for Quarantine and Zoonotic Infections, tous les sites d'enfouissement ont été décontaminés.

## Autres cas similaires
- Mer Morte
- Salton Sea
- Lac Tchad
- Lac Mono
- Lac Tulare
- Lac d'Ourmia
- Lac Owens
- Lac Mead
- Lac Walker (Nevada)

## Galerie de photos

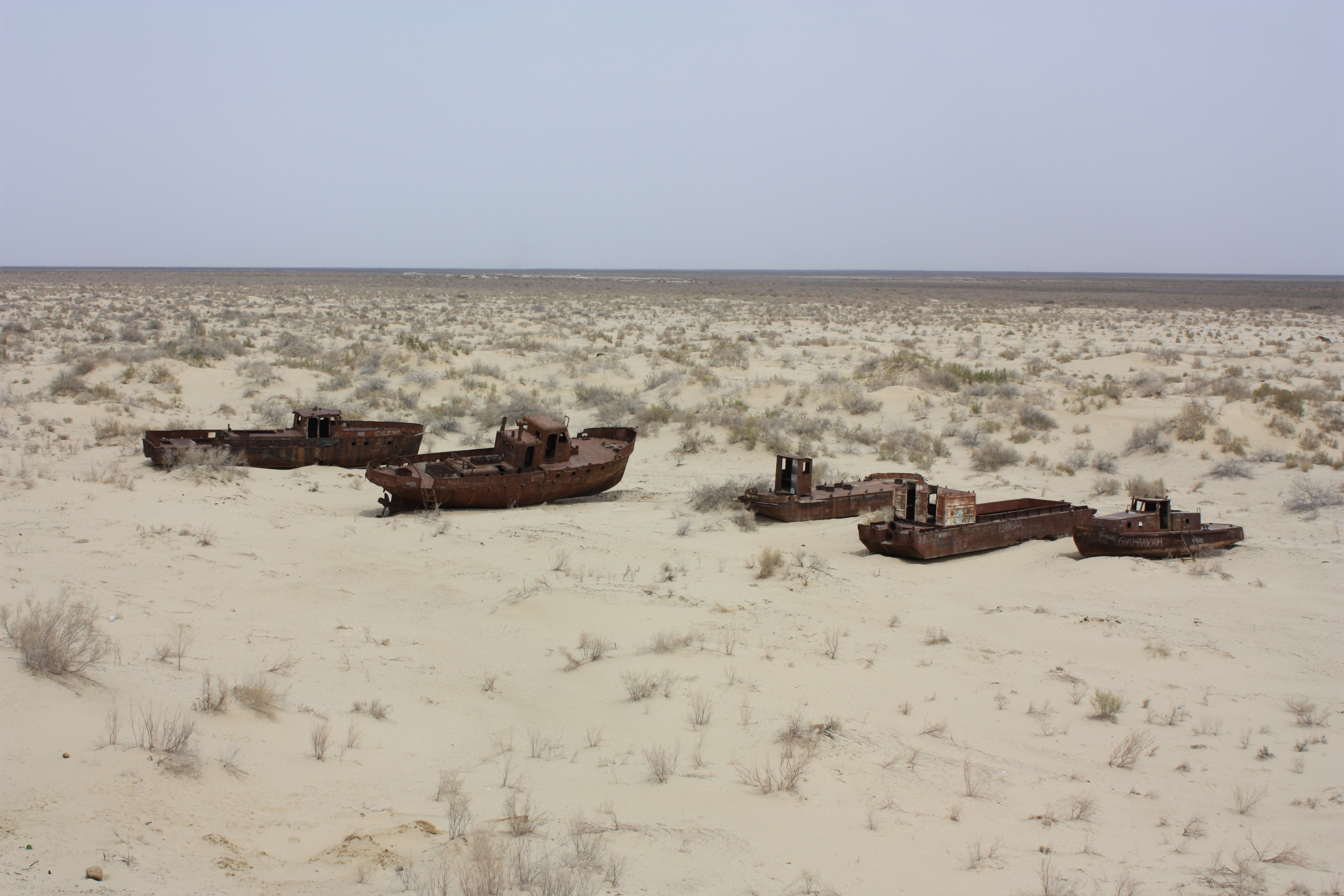
Moynaq (2013).
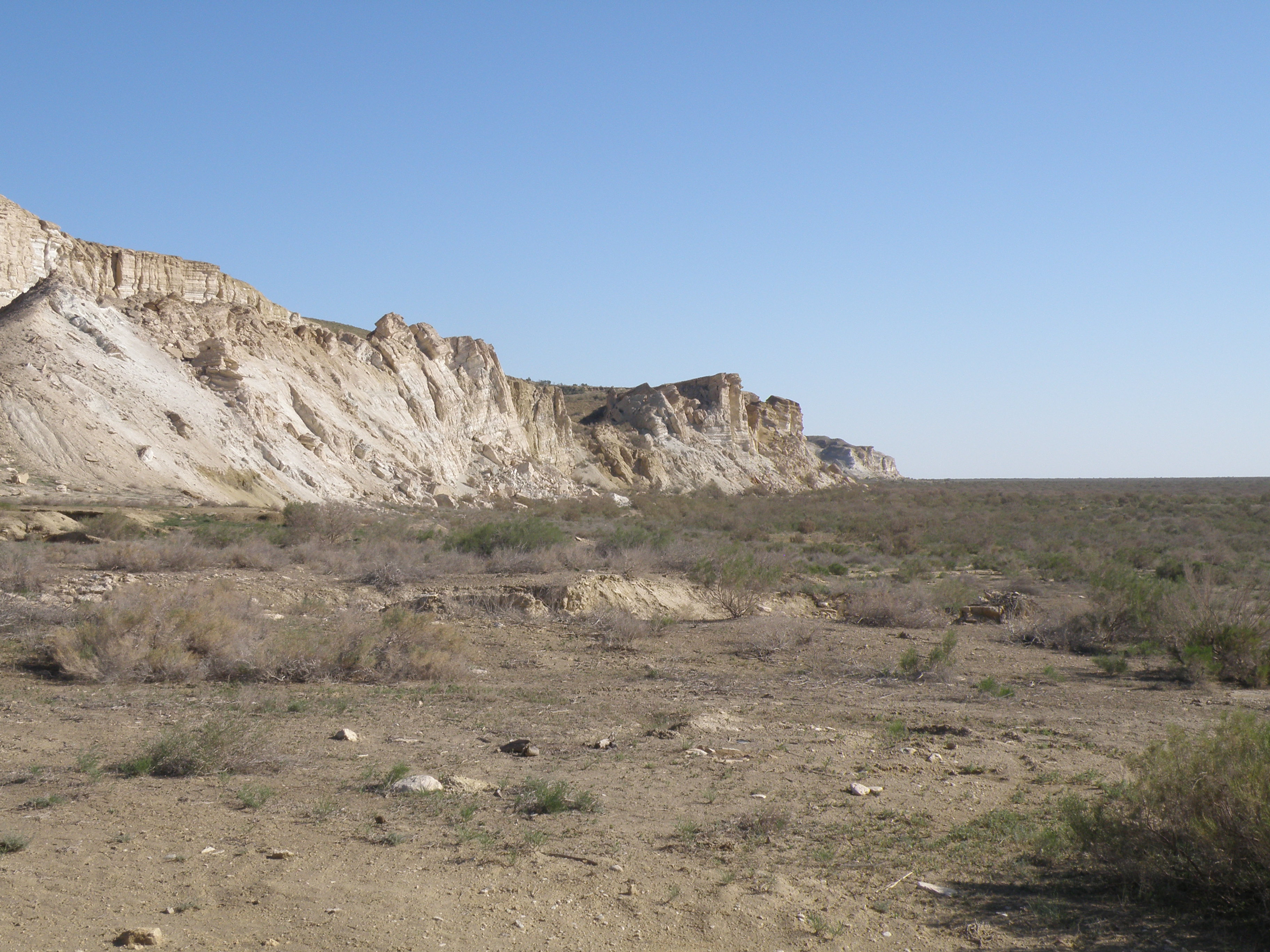
Les falaises du plateau d'Oust-Ourt sur la rive ouest.
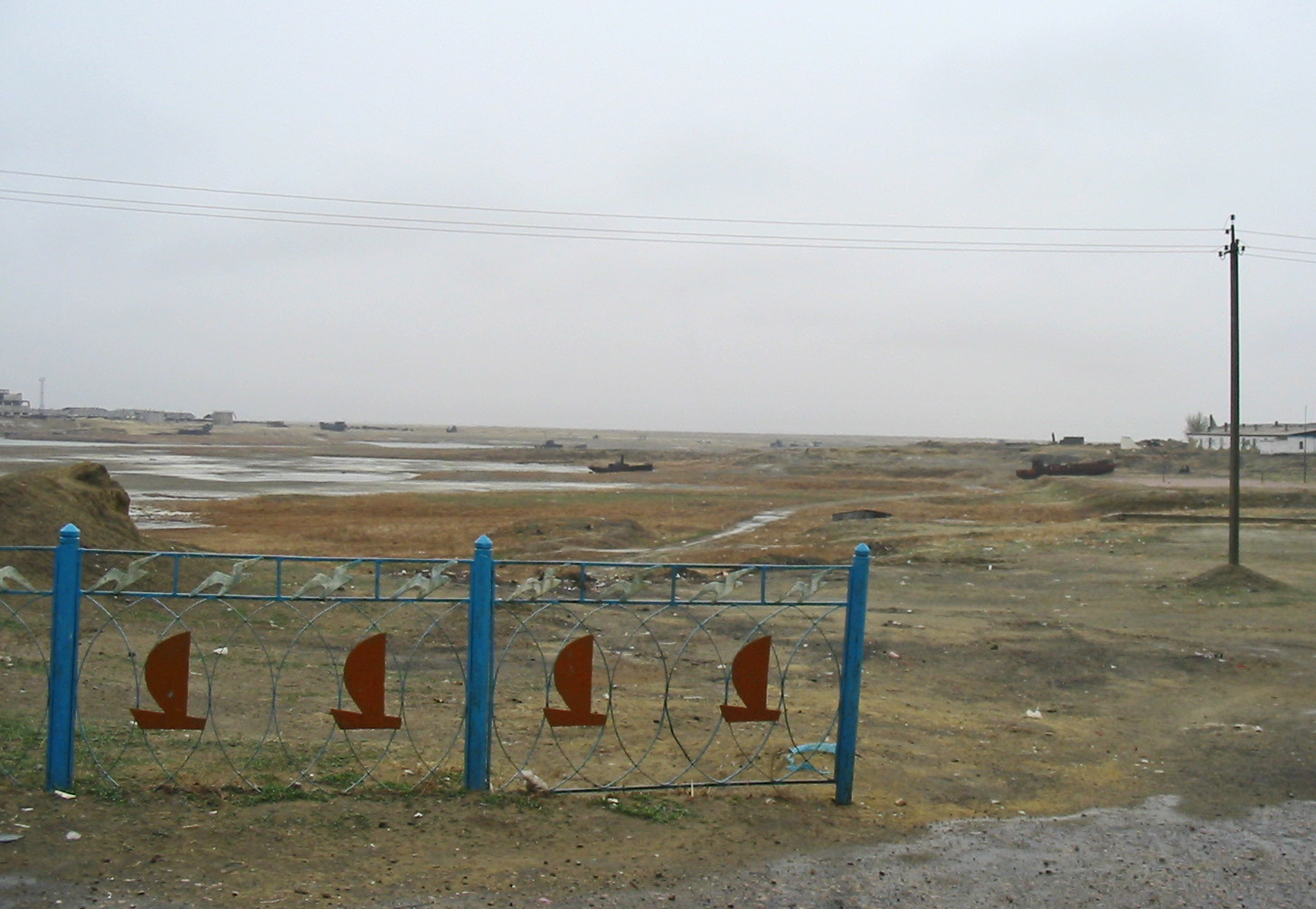
Le port d'Aralsk en 2003.
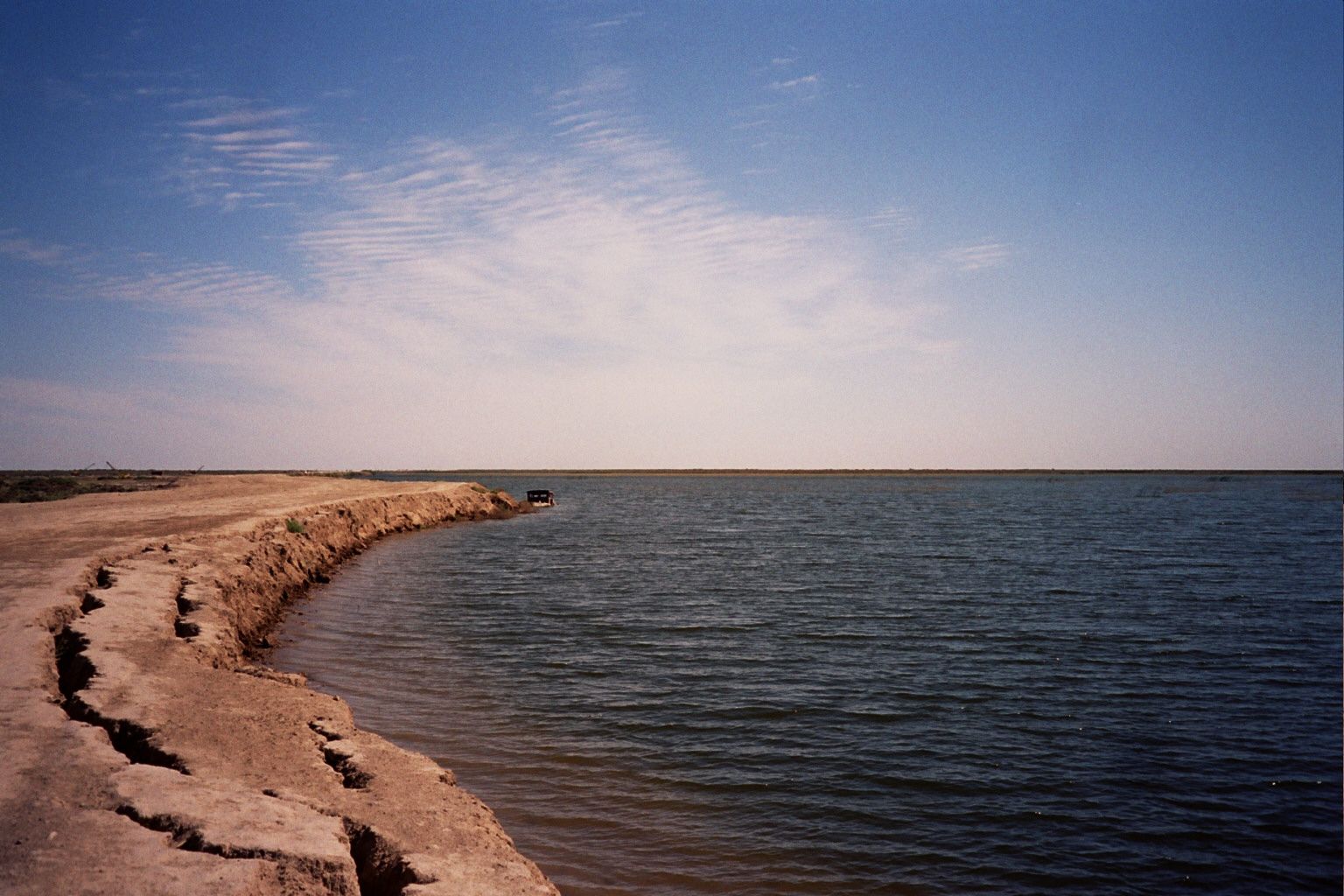
Une digue à Moynaq (2004).